# Aspidifrontia sagitta
Aspidifrontia sagitta är en fjärilsart som beskrevs av Emilio Berio 1964. Aspidifrontia sagitta ingår i släktet Aspidifrontia och familjen nattflyn. Inga underarter finns listade i Catalogue of Life.